# Södra bangårdshuset

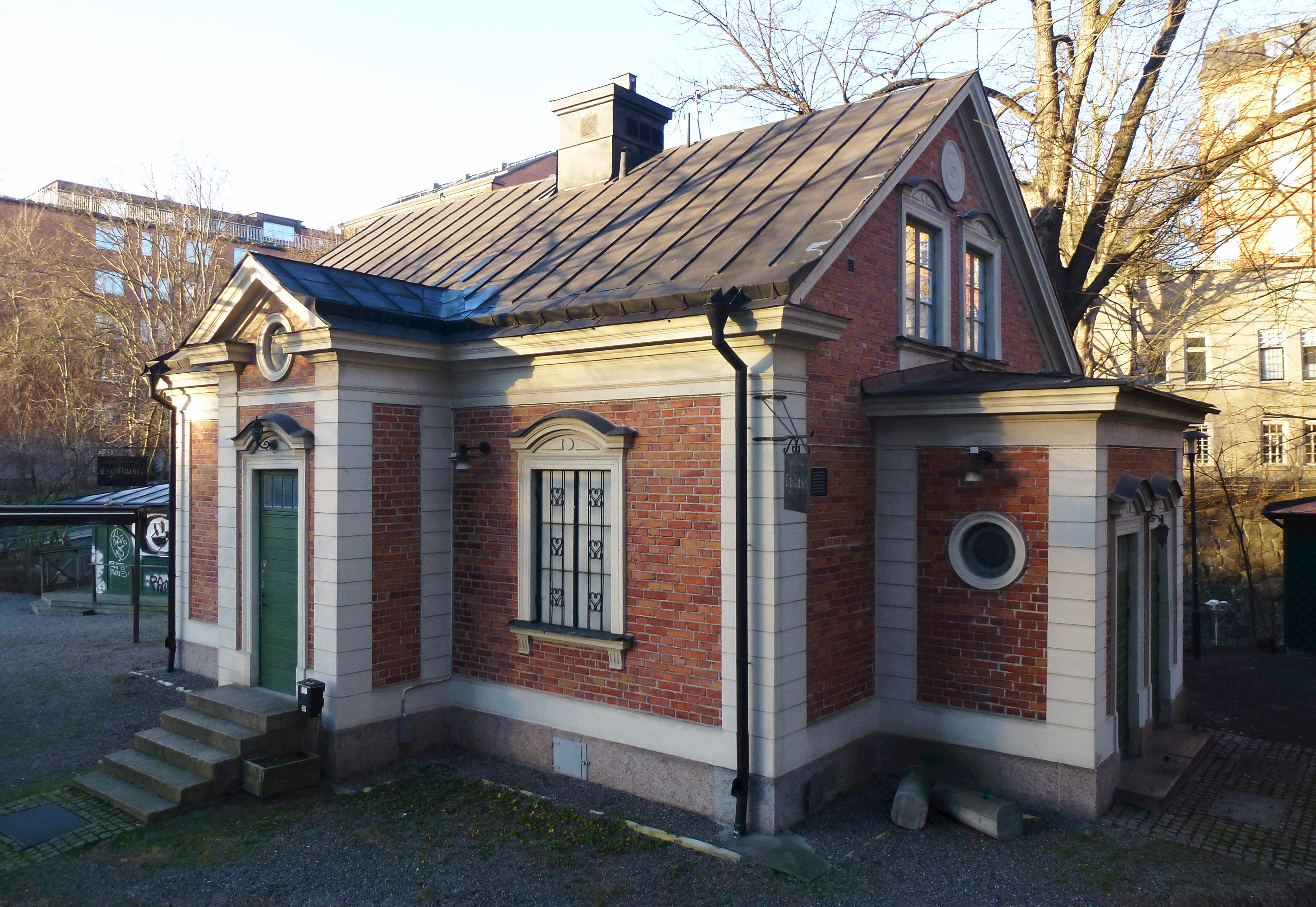
Södra bangårdshuset, 2014.

Södra bangårdshuset (även kallat Tegelhuset) är en byggnad på Södra stationsområdet på Södermalm i Stockholm. Byggnaden är ett tidigare banmästarboställe från 1859 och den enda kvarvarande från den tiden då Södra station var Stockholms enda järnvägsstation. Enligt Stockholms stadsmuseum representerar Södra bangårdshuset ett stort kulturhistoriskt värde motsvarande byggnadsminne.

## Historik

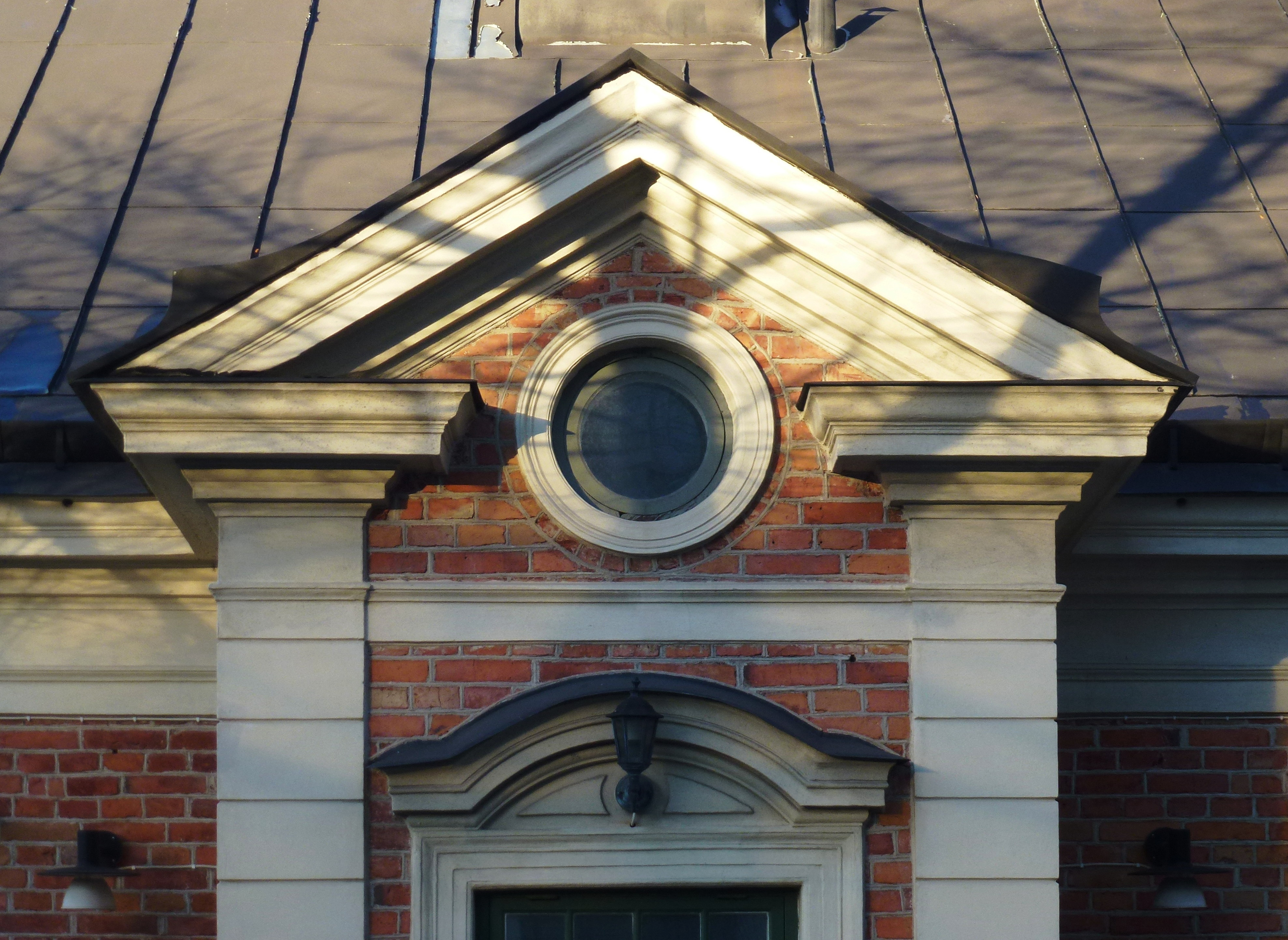
Husets frontespis och oculus.

Av samtliga byggnader som hörde till Södra stationsområdet finns enbart Södra bangårdshuset kvar. Det så kallade "Tegelhuset" uppfördes 1859 efter SJ:s standardritningar i nyantik stil. Vid den tiden var Adolf W. Edelsvärd chefsarkitekt vid Statens Järnvägars arkitektkontor och han stod för en lång rad standardritningar, troligtvis även för denna byggnad. Den inrymde ursprungligen tre lägenheter om två rum och kök, med separata entréer och förstugor. Södra bangårdshuset är idag den enda bevarade byggnaden från tiden då Södra station var Stockholms enda järnvägsstation innan Stockholms norra station invigdes 1866. Banmästarbostället fungerade som tjänstebostad till anställda vid järnvägen. 
Den lilla tegelbyggnaden på 136 m² står strax söder om gamla tunnelmynningen till Södra tunneln och får enligt gällande detaljplan inte rivas. Fasaderna är uppförda i rött tegel med listverk och rusticerande hörnkedjor i puts. Entrén markeras av en mindre frontespis med oculus. Fönstren är spröjsade och sadeltaket är täckt med plåt. Huset är idag omsorgsfullt renoverat och har blivit blåmärkt av Stockholms stadsmuseum vilket är den högsta klassningen som innebär att bebyggelsens kulturhistoriska värde motsvarar fordringarna för byggnadsminnen i Kulturmiljölagen.

## Restaurang Tegelhuset

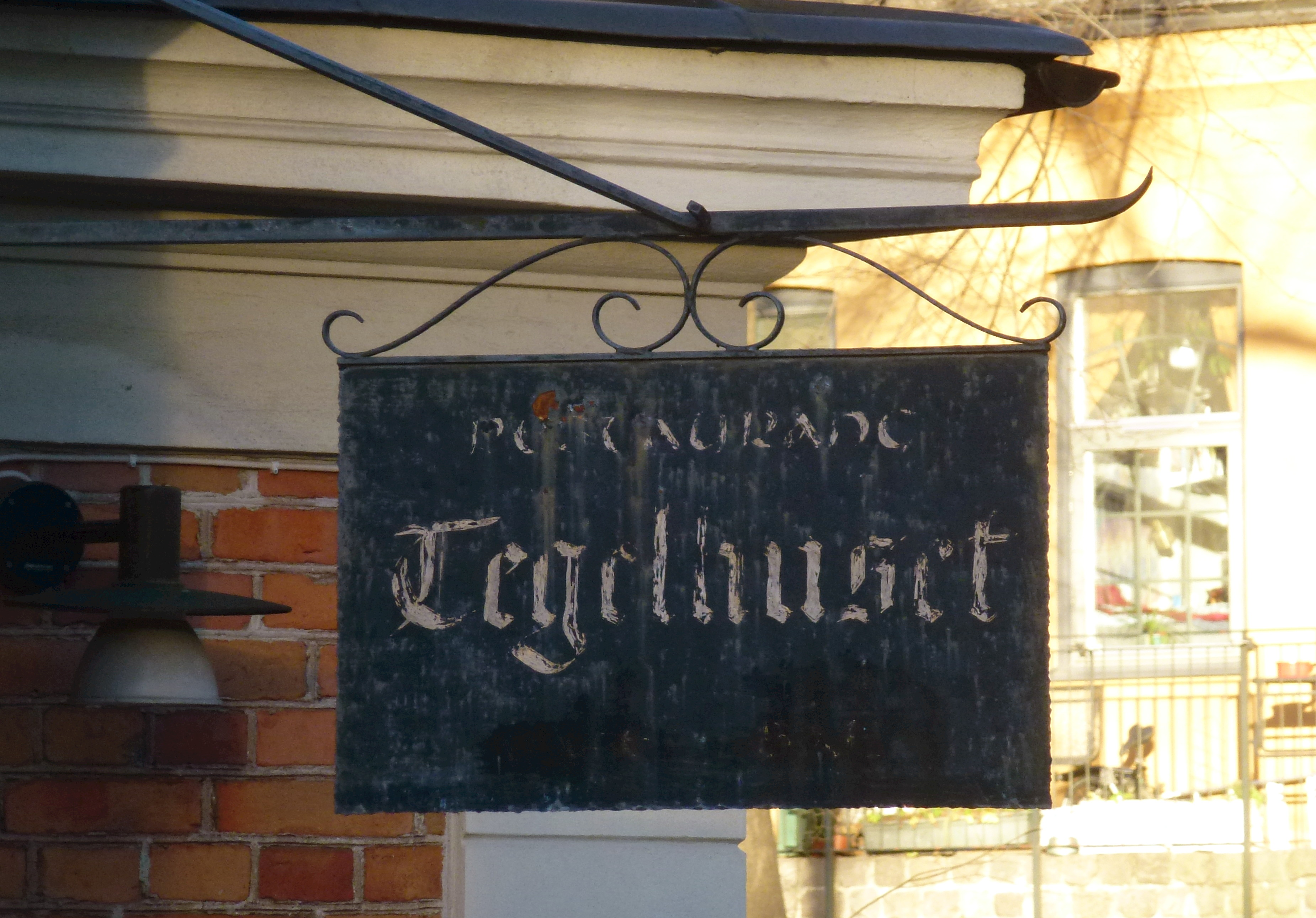
Restaurang Tegelhuset.

När Stockholms stad förvärvade Södra stationsområdet år 1979 avsattes delen med banmästarbostället som park tillhörande intilliggande Fatbursparken. Byggnaden skulle användas som serveringsställe för parkens besökare. Huset var då i stort renoveringsbehov och hyrdes ut i befintligt skick från och med 1989. Därefter lät hyresgästen/krögaren genomföra en omfattande renovering, som tog några år att fullborda. En av Stockholms stad utlovat försäljning av "Tegelhuset" till krögaren beslutades efter en del turer år 2007. Försäljningen genomfördes dock aldrig, då den förutsatte en detaljplaneändring, som dock aldrig gjordes. Den nuvarande hyresgästen (september 2015) har ett hyresavtal som gäller fram till 2028. Gamla Södra bangårdshuset var tidigare en sommarservering under namnet "Restaurang Tegelhuset" med plats för ett 70-tal matgäster inomhus, men som vanligtvis endast hade öppet utomhus. Serveringen har dock inte haft öppet de senaste åren.

## Galleri

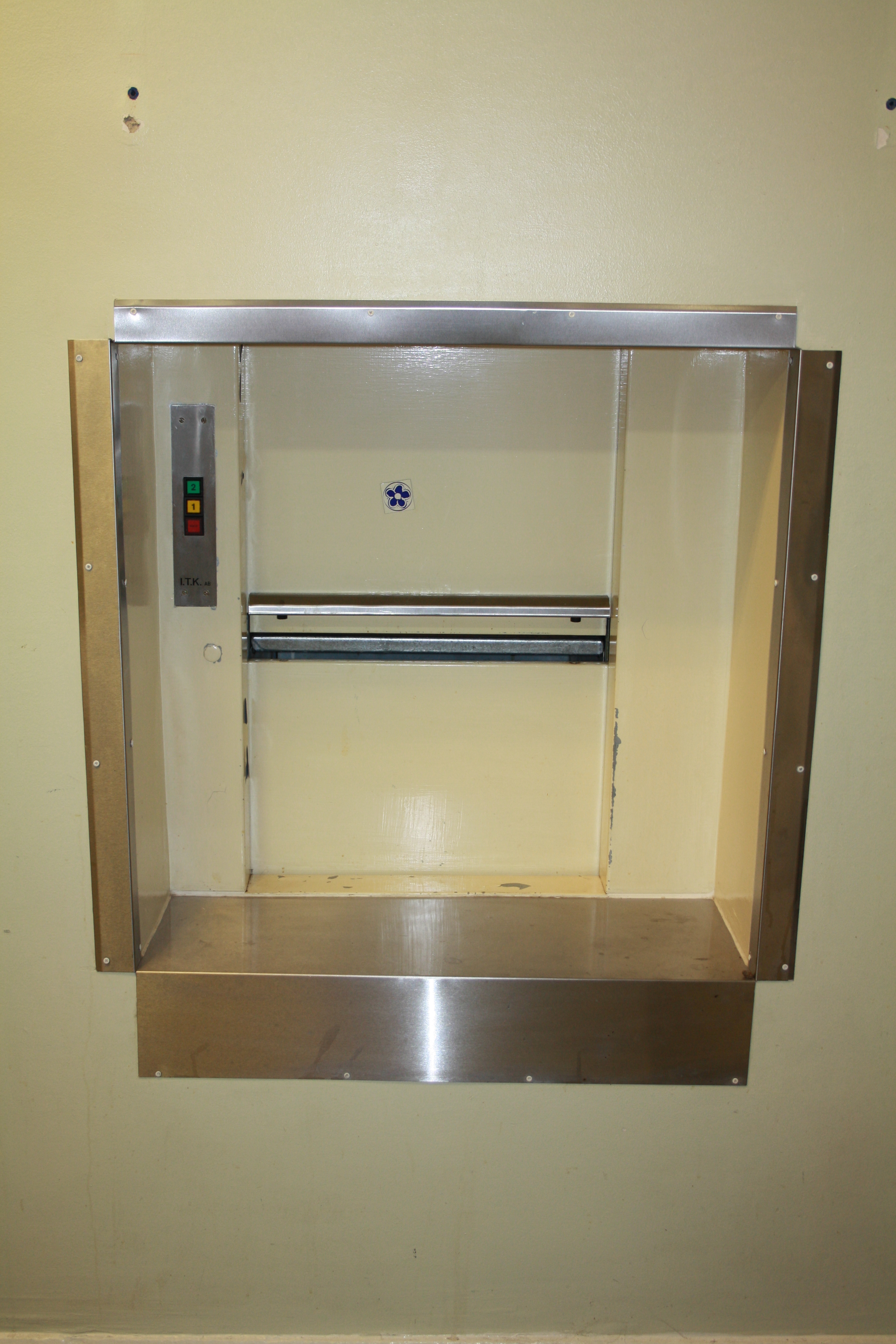
Mathiss
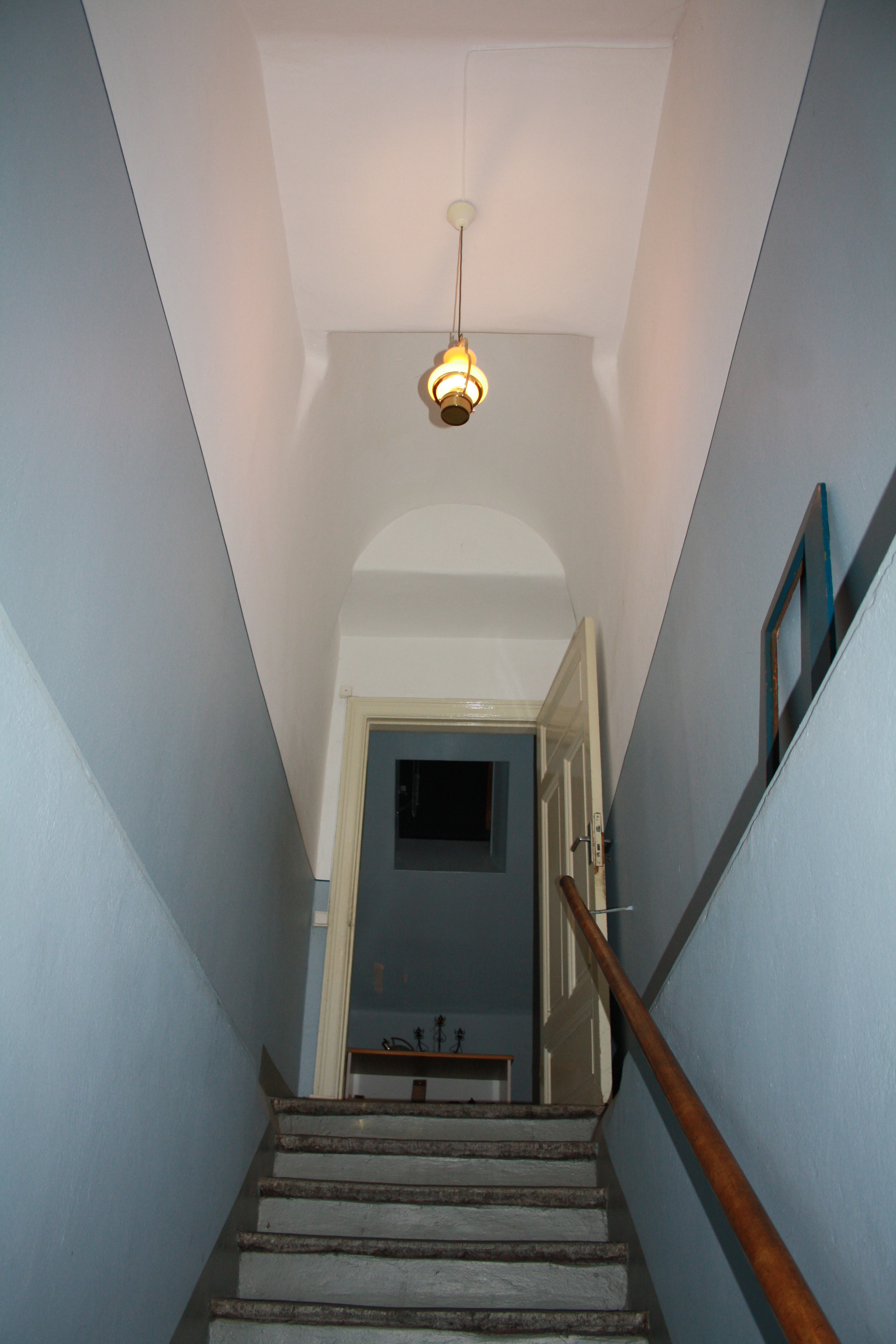
Trappa till ovanvåningen
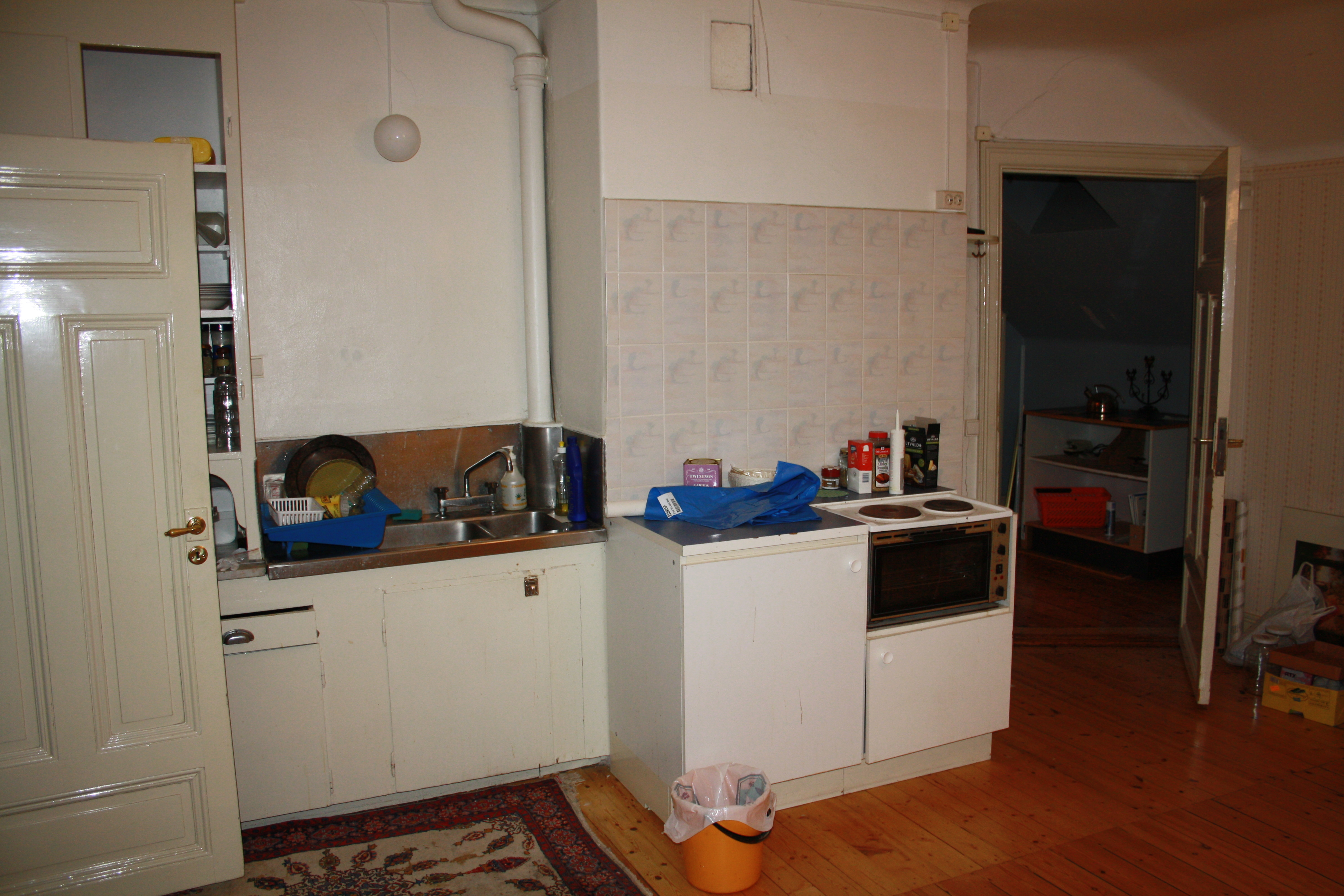
Ovanvåningen
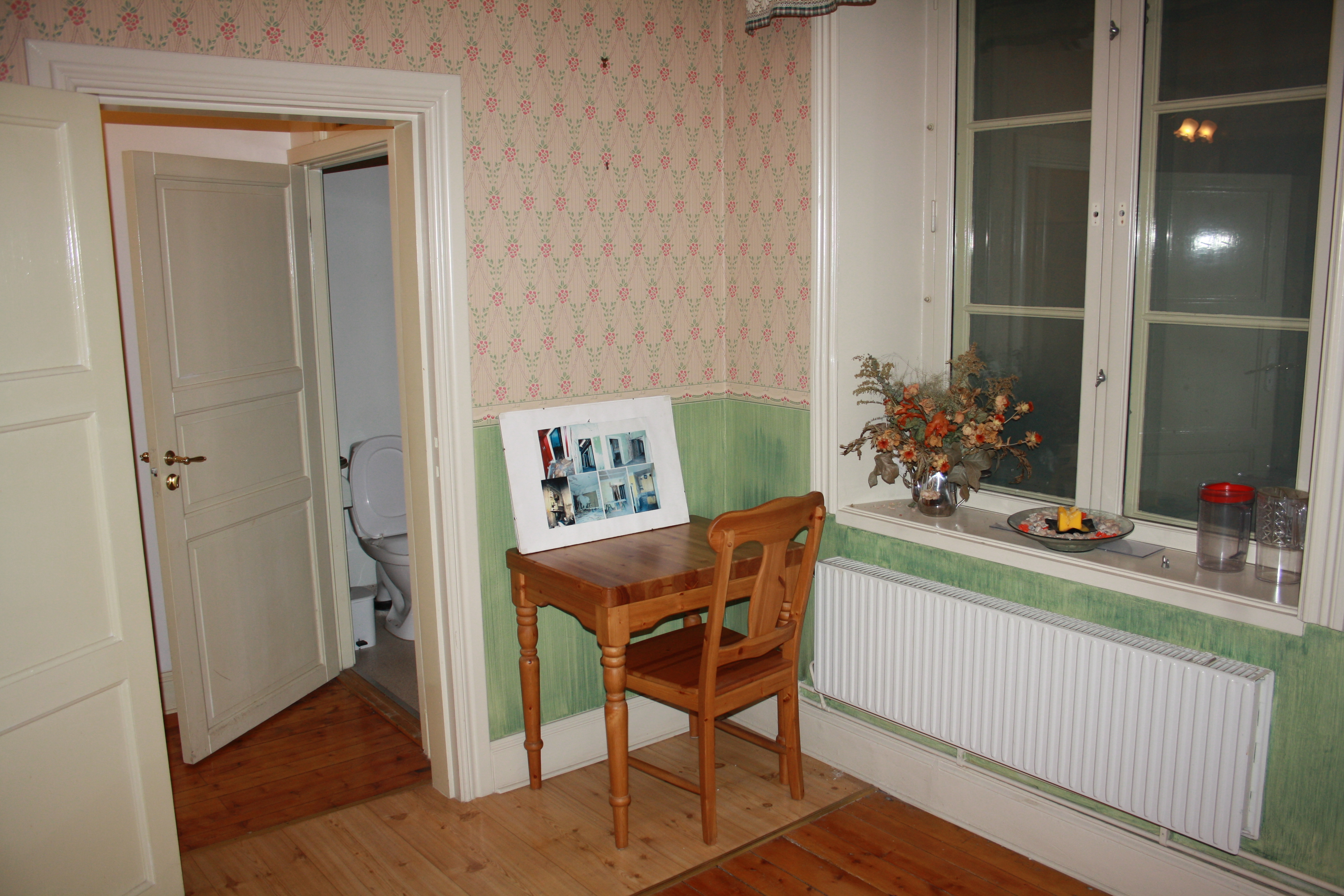
Bottenvåningen